# 金芳漢
金 芳漢（キム・バンハン、朝鮮語: 김방한、1925年 - 2001年10月18日）は、大韓民国の言語学者、ソウル大学校名誉教授。専門は、アルタイ諸語を中心とした歴史言語学であったが、一般言語学、言語学史などの概説書を多数まとめるなど、「言語学第1世代」と称された世代に求められた学問の制度化にも貢献した。
本貫は新安東金氏。

## 経歴
金芳漢は、ソウル大学校文理科大学を卒業した後、1953年にソウル大学校の講師となり、1956年から1990年までソウル大学校人文大学言語学科の教授を務めた。その間にハーバード大学客員教授としてのアメリカ合衆国滞在も経験した。1979年には、第1回の日本印欧学研究者専門会議に参加している。
また、韓国言語学会や韓国アルタイ語学会で会長を務めた。

## 原始朝鮮半島語説
金芳漢は、『韓国語の系統』の中で、古代の地名を手掛かりに、朝鮮語がアルタイ諸語の影響を受けて成立する以前の朝鮮半島に、系統不詳の「原始朝鮮半島語」が存在していたとする説を述べている。これは、『三国史記地理志』の記述に、ツングース語族の影響が認められる地名と系統不詳の地名が並存することに注目した説である。

## おもな著書
以下に挙げるのは、権在一による追悼論文で言及のある著書であり、括弧書きされた日本語題は訳者である菅野裕臣による。
この他、ミルカ・イヴィチュの『言語学史』の朝鮮語への翻訳（1982年）などがある。

### 単著
- 言語学論攷、1970年
  - 言語学論攷 (II)、1985年
    - 以上の合本：言語学論攷、1999年
- 한국어의 계통、1983年
  - 日本語訳：（大林直樹 訳）韓国語の系統、三一書房、1985年
- 言語学概論、1985年
- 一般言語学、1985年
- 歴史比較言語学、1988年
  - 日本語訳：（岩谷道夫 訳）歴史-比較言語学、泉屋書店、2000年
- 언어학의 이해（言語学の理解）、1992年
- 한 언어학자의 회상（ある言語学者の回想）、1996年 - 自叙伝
  - 日本語訳：（岩谷道夫 訳）ある言語学者の回想、泉屋書店、2001年
- 소쉬르: 현대 언어학의 원류（ソシュール：現代言語学の源流）、1998年
- 몽골어연구（モンゴル語研究）、1999年 - 1950年代以来の論文の集成